# Péninsule de Shimabara
Pour les articles homonymes, voir Shimabara (homonymie).
La péninsule de Shimabara (島原半島, Shimabara-hantō) est une péninsule du Japon s'avançant dans la mer de Chine orientale, entre la mer d'Ariake et la baie de Shimabara à l'est et au sud et la mer d'Amakusa et la baie de Tachibana à l'ouest. La ville de Shimabara qui lui a donné son nom se trouve sur sa côte est. Au nord-ouest, un isthme la relie au reste de l'île de Kyūshū. 
Administrativement, son territoire se partage entre les municipalités de Minamishimabara, Shimabara et Unzen de la préfecture de Nagasaki. 
En son centre se trouve le mont Unzen, un ensemble de dômes de lave actifs. 